# Позитивна повратна спрега
Позитивна повратна спрега или позитивна реакција јесте врста повратне спреге у којој се дио излазног сигнала враћа на улаз са истим знаком или фазом као и сигнал који је већ присутан на улазу. Ово доводи до појачања сигнала на улазу.
Појачани сигнал на улазу доводи до даљег појачања сигнала на излазу, што опет појачава улазни сигнал у непрекидном циклусу. Позитивна повратна спрега (ППС) јесте процес у ком због малог поремећаја у систему долази до даљег раста јачине поремећаја.
Математички гледано, позитивна повратна спрега дефинише се као позитивано појачање петље у кругу повратне петље. То значи да је позитивна повратна информација у фази са информацијом на улазу, и у том смислу да се сабира са њом да би се увећао улазни сигнал. Позитивна повратна спрега може да узрокује нестабилност система. Кад је појачање петље позитивно и изнад 1, обично постоји експоненцијални раст, који повећава осцилације или одступања од равнотеже. Тада параметри система убрзано расту према екстремним вриједностима, које могу оштетити или уништити систем, или могу да убаце систем у стабилно стање. ППС се може контролисати помоћу филтрирања, пригушења или лимитирања сигнала у систему, такође, може се прекинути или смањити додавањем негативне повратне спреге.

## Појачање
Једноставно коло повратне петље приказано је на слици 1. Ако је појачање петље АB позитивно, онда је у питању позитивна или регенеративна повратна спрега. Ако су функције А и B линеарне и АB је мање од 1, онда цјелокупно појачање у систему од улаза до излаза има коначну вриједност, која може бити врло велика како се вриједност АВ приближава 1. У том случају, укупно појачање или појачање „затворене петље” од улаза до излаза износи:
{\displaystyle G_{c}={\frac {A}{1-AB}}}
Кад АB већи или једнак 1, систем је нестабилан, тако да нема добро дефинисано појачање и оно се може сматрати бесконачним. Тада ће коло почети да самостално осцилује, након чега улазни сигнал није више потребан за одржавање осциловања.
Дакле резултат позитивне повратне спреге су увећане промјене, тако да и мали поремећај у систему може довести до великих промјена.
Систем у равнотежи у ком постоји позитивна повратна спрега, врло лако може прећи у нестабилно стање узроковано било каквом промјеном, и у том случају равнотежа се назива „нестабилном равнотежом”.

## Функционисање кола
Код ППС излазни напон је повезан са неинвертујућим улазом. Најједноставнија форма таквог кола је приказана на слици 2a.
Ради лакшег разумијевања, разматрамо примјер када је на инвертујући улаз доведен нулти напон (уземљен) па од претходне добијамо слику 2б).
При уземљеном инвертујућем улазу, излазни напон је одређен вриједношћу и поларитетом напона неинвертујућег улаза. Ако је тај напон позитиван, излаз ОП ће такође бити позитиван и као такав враћа се на неинвертујући улаз повећавајући напон на њему што резултује позитивним излазним засићењем. Ако је напон неинвертујућег улаза негативан процес ће резултовати негативним засићењем. Дакле излаз је бистабилан тј. стабилан у једном од два стања (позитивно или негативно засићење). Једном када достигне засићење тежиће и да остане у том стању. Да би се стање излаза промијенило неопходно је на инвертујући улаз довести напон истог поларитета али бар мало веће вриједности. Нпр. ако је засићење постигнуто при излазном напону од +12V потребно је довести инвертујућем улазу напон од минимално +12V да би се излазни напон промијенио.
Дакле, ОП са ППС тежи да остане у оном стању у ком се тренутно налази. Мијења два стабилна стања, стање позитивног и негативног засићења. Технички ово се назива хистерезис. Хистерезис може бити корисна карактеристика кола компаратора. Може да се користи за производњу квадратног таласа из било какве друге таласне форме (синусне, троугаоне, тестерасте, итд.).
За нешто сложеније коло принцип остаје исти (слика 3).
Ако је v0=V+ , на неинвертујућем улазу сигнал је позитиван и износи v1=V+*Ra/(Ra+Rb) . Излаз остаје у позитивном засићењу све док је ve=v1-vi позитивно. Једном када vi пређе вриједност v1, ve постаје негативно и зато што ОП има веома велико „open loop” појачање, вриједност излаза скаче на v0=V-. Као резултат постаје v1=V-*Ra/(Ra+Rb) негативно и излаз остаје у негативном засићењу све док је ve=v1-vi негативне вриједности.

## Хистерезис
У реалним апликацијама, ППС не узрокује неограничен и неконтролисан раст параметра, већ су промјене модификоване лимитирањем одређене врсте. Док негативна повратна спрега ствара равнотежне услове, ППС ствара услове хистерезиса — тенденције задржавања у једном од два екстремна стања. Када је појачање ППС веће од 1, тада се вриједност излаза удаљава од вриједности улаза. Нпр. ако је вриједност излаза изнад вриједности улаза, помиче се према позитивној граници, а ако је испод вриједности улаза онда се помиче према негативној граници.
- Хистерезисна крива

Једном када досегне границу, систем постаје стабилан. Међутим, ако вриједност улазног сигнала пређе граничну вриједност, тада се вриједност излазног сигнала креће у супротном смјеру све док не достигне лимит (тј. супротну граничну вриједност од предтходне). Систем тиме показује два стабилна понашања. Дакле хистерезис узрокује да вриједност излазног сигнала зависи од претходних вриједности улазног сигнала.
Слиједи примјер конкретне примјене хистерезиса и његово рачунање.
При пројектовању кола компаратора са хистерезисом, хистерезис се примјењује тако што се позитивном улазу доведе мали дио излазног напона (који је на на горњој или доњој граници ).
Са изабраним компаратором, дизајнер мора да одреди да ли ће да га користи у инвертујућој или неинвертујућoj конфигурацији. Неки компаратори имају позитивне и негативне сигнале на излазу, пружајући велику флексибилност за њихову употребу у систему.
Хистерезис се може примијенити повезивањем позитивног улазног краја са референтним извором преко отпорника R1 и позитивног излаза преко отпорности R2. Вриједност излазног напона добија се примјеном напонског дијелитеља и зависи од односа отпорности. Ово ослобађа инвертујући улаз за директно повезивање улазног сигнала примјер је дат на следећој слици.
Формула хистерезиса
VTL=(R2*VREF+R1*VOL)/(R1+R2)
VTH=(R2*VREF+R1*VOH)/(R1+R2)
HIST=VTH-VTL
HIST=R1(VOH-VOL)(R1+R2)

## Апликације
Примјене укључују компаратор напона, осцилаторе и др.

### Компаратор
Ако додамо малу ППС у коло компаратора тиме уводимо на излазу хистересис, који ће учинити да излаз остане у тренутном стању, осим ако улазни напон не пролази кроз велику промјену вриједности.

### Осцилатор
Друга примјена ППС у колима са операционим појачавачима је у изградњи осцилаторних кола. Осцилатори су уређаји који производе наизмјеничне или барем пулсирајуће излазне напоне. Технички, представљају астабилне уређаје, тј уређаје који немају стабилно стање на излазу. Осцилатори се једноставно праве са операционим појачавачем и неколико екстерних компоненти.
Кад је излаз засићен позитивно, вриједност Вреф ће бити позитивна, и кондензатор ће се пунити у позитивном смјеру. Међутим кад Врамп пређе вриједност Вреф макар мало, излаз ће се заситити негативно, а кондензатор ће се пунити у супротном смјеру,(мијења се поларитет). Осцилација се догађа јер ППС је тренутна и негативна повратна спрега касни (због временске РЦ константе). Фреквенција осцилатора се може подесити мијењањем величине компоненти.
Грешке на неком од елемената кола ће имати следећи утицај на осцилације кола:
Умјесто отпорности Rref постоји прекид- излаз ће бити у засићењу (или позитивном или негативном).
Отпорност Rref је кратко преспојена- излазни напон је 0V.
Умјесто капацитивности постоји прекид- излаз ће бити у засићењу (или позитивном или негативном) .
Отпорност R3 је кратко преспојена- излазни напон је 0V.
Отпорност R2 је прекид - излазни напон је 0V.

Фреквенца осциловања кола осцилатора
Излазни напон осцилује између граница Vcc:-Vcc. Промјена нивоа излазног напона аутоматски активира процес пуњења или пражњења кондензатора. Ако претпоставимо почетну вриједност излазног напона Vcc, напонским дијелитељем долазимо до релације електричног потенцијала неинвертујућег улаза.

V+=VCC*R3/(R3+R2)
Због лакше рачунице уводимо β умјесто отпорности.
β=R3/(R3+R2)
Инвертујући излаз је на потенцијалу:
V-=-β*VCC

Позитиван напон на Rf узрокује пуњење кондензатора брзином коју диктира временска константа t = CRf. Напон на кондензатору се мијења од -Vcc•β тежећи да достигне + Vcc. Међутим, када напон на кондензатору пређе вриједност потенцијала + Vcc•β, вриједност на инвертујућем улазу је већа од оне на неинвертујућем, а излаз ОП-АМП се креће ка вриједности -Vcc. Овај процес пуњења траје Т1.
Након V- превазиће потенцијал V+, вриједност излазног напона се креће ка -Vcc, отпочињући процес пражњења који траје Т2. За симетричне изворе напајања са Vcc=-Vcc Т1=Т2
T1=RREF*C*ln(+VCC-β(-VCC))/(+VCC-VCCβ)=RREF*C*ln(1+β)/(1-β)
T2=RREF*C*ln(-VCC-β*VCC)/(-VCC-(-VCC)β)=RREF*C*ln(1+β)/(1-β)
Фреквенца је одређена следећом формулом:
f=1/(T1+T2)=1/2(RREF*C*ln(1+β)/(1-β))

#### Услови за осцилације
Да би систем ушао у стабилно осцилаторно стање потребно је испунити два услова:
- Фазни помак у петљи повратне спреге мора бити ефективно једнак нули
- Појачање система мора бити једнако јединици или веће.

Појачање веће од један ће брзо довести до засићења (сатурације) појачавача и одсијецања горње и доње полупериоде излазног сигнала и његовог изобличења. Ово је непожељно за појачаваче.

### Друге апликације
Позитивна повратна спрега се користи у електроници да „гурне“ напоне од прелазних вредности напона у стања '0' или '1' . С друге стране, термално „осипање“ је неконтролисана позитивна повратна спрега која може уништити полуводички спој. Позитивна повратна спрега у хемијским реакцијама може повећати брзину реакције, и у неким случајевима може довести до експлозије. Ако је позитивна повратна спрега у механичком дизајну изван контроле може изазвати колапс система. Познати пример позитивне повратне спреге је гласно шкрипање или оштри звук који производи аудио повратна информација: микрофон прима звук из властитих звучника, то појачава и шаље га поново кроз звучнике.